# بتن آسفالتی

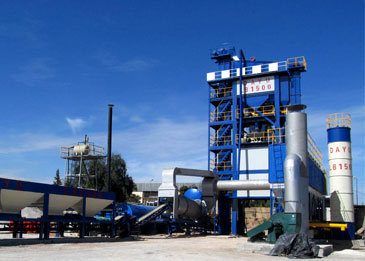
یک کارخانه آسفالت متداول.

بتن آسفالتی (به انگلیسی: Asphalt concrete) که به آن آسفالت می‌گویند، یک کامپوزیت یا ماده مرکب است که معمولاً برای روسازی جاده‌ها، پارکینگ‌ها، فرودگاه‌ها و همچنین هسته مرکزی سدهای خاکی از آن استفاده می‌شود. استفاده از آسفالت برای روسازی جاده‌ها از ابتدای قرن ۲۰ شروع شده‌است.

## انواع
اختلاط قیر و شن و ماسه در دماهای مختلفی انجام می‌شود:

### مخلوط آسفالتی داغ (Hot Mix Asphalt concrete)
این مخلوط با داغ گردن قیر برای کاهش ویسکوزیه آن و خشک کردن شن و ماسه و حذف رطوبت آن قبل از اختلاط شروع می‌شود. معمولاً اختلاط زمانی انجام می‌شود که دمای شن و ماسه حدوداً ۱۵۰ درجه سلسیوس و دمای قیر حدوداً ۹۵ درجه سلسیوس باشد. غلتک کشی و فشرده سازی باید زمانی انجام شود که دمای آسفالت به اندازه کافی بالا باشد. در بعضی کشورها مجوز آسفالت کاری فقط در فصل تابستان داده می‌شود، چرا که زیرکار سرد می‌تواند باعث سرد شدن آسفالت قبل از غلتک رانی و فشرده سازی مناسب شود.

در اتوبان‌ها و جاده‌های پرترافیک، پیست‌های اتوموبیل رانی و باندهای فرودگاه معمولاً از مخلوط آسفالت داغ استفاده می‌شود. 

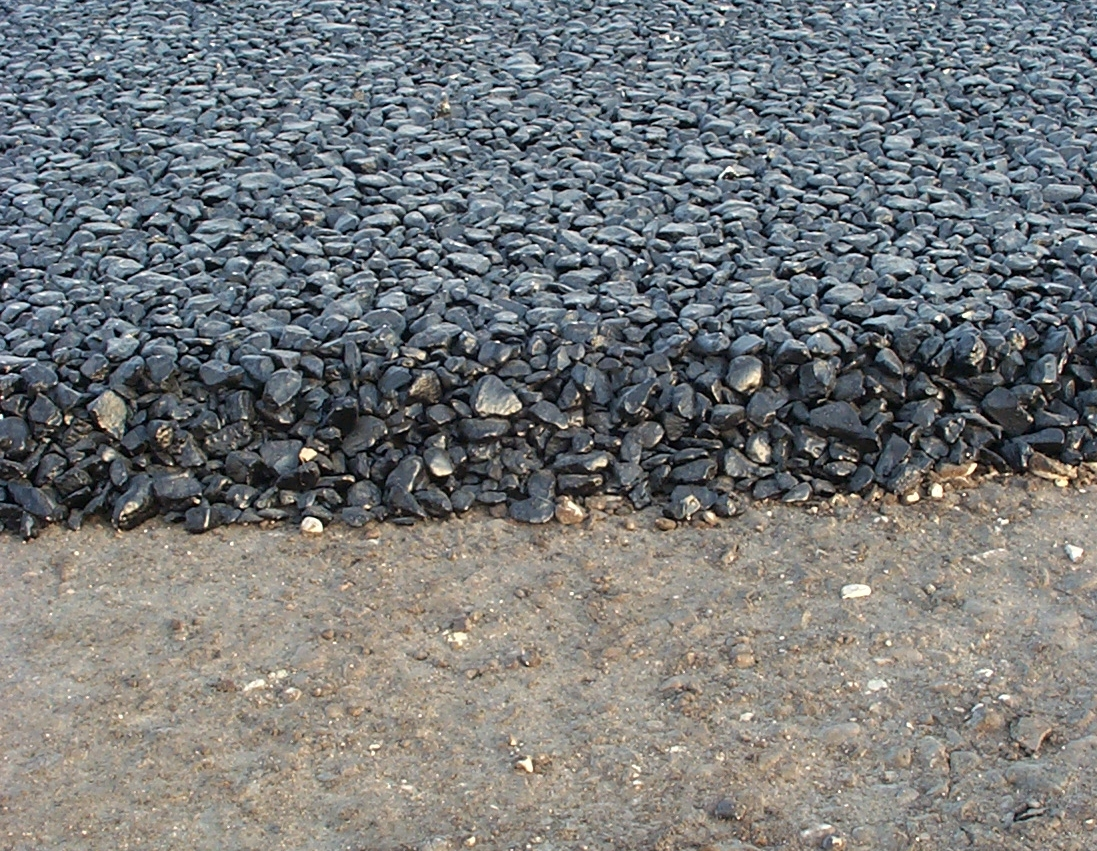
لایه پائینی بتن آسفالتی

### مخلوط آسفالتی گرم (Warm Mix Asphalt concrete)
آسافلت گرم با افزودن سایز زئولیت‌ها، موم‌ها، امولسیون‌های آسفالت، یا حتی بعضی مواقع آب به بایندر (Binder) آسفالت ساخته می‌شود. این کار باعث کاهش زیاد دمای اختلاط و خواباندن آسفالت می‌شود.

### مخلوط آسفالتی سرد (Cold Mix Asphalt concrete)
این آسفالت با امولوسین کردن قیر، در داخل آب توسط یک عامل امولوسیون کننده، قبل از اختلاط با شن و ماسه ایجاد می‌شود. آسفالت در حالت امولوسیون دارای ویسکوزیته کمتری بوده و در نتیجه کار و خواباندن با آن آسانتر است. این امولوسیون پس از بخار شدن مقدار کافی از آب، از حالت امولوسیون خارج شده و در حالت ایده‌آل این مخلوط سرد خواص مخلوط آسفالت گرم را پیدا خواهد کرد. از مخلوط آسفالتی سرد معمولاً برای لکه‌گیری جاده‌های با ترافیک کمتر استفاده می‌شود.

## کاربرد

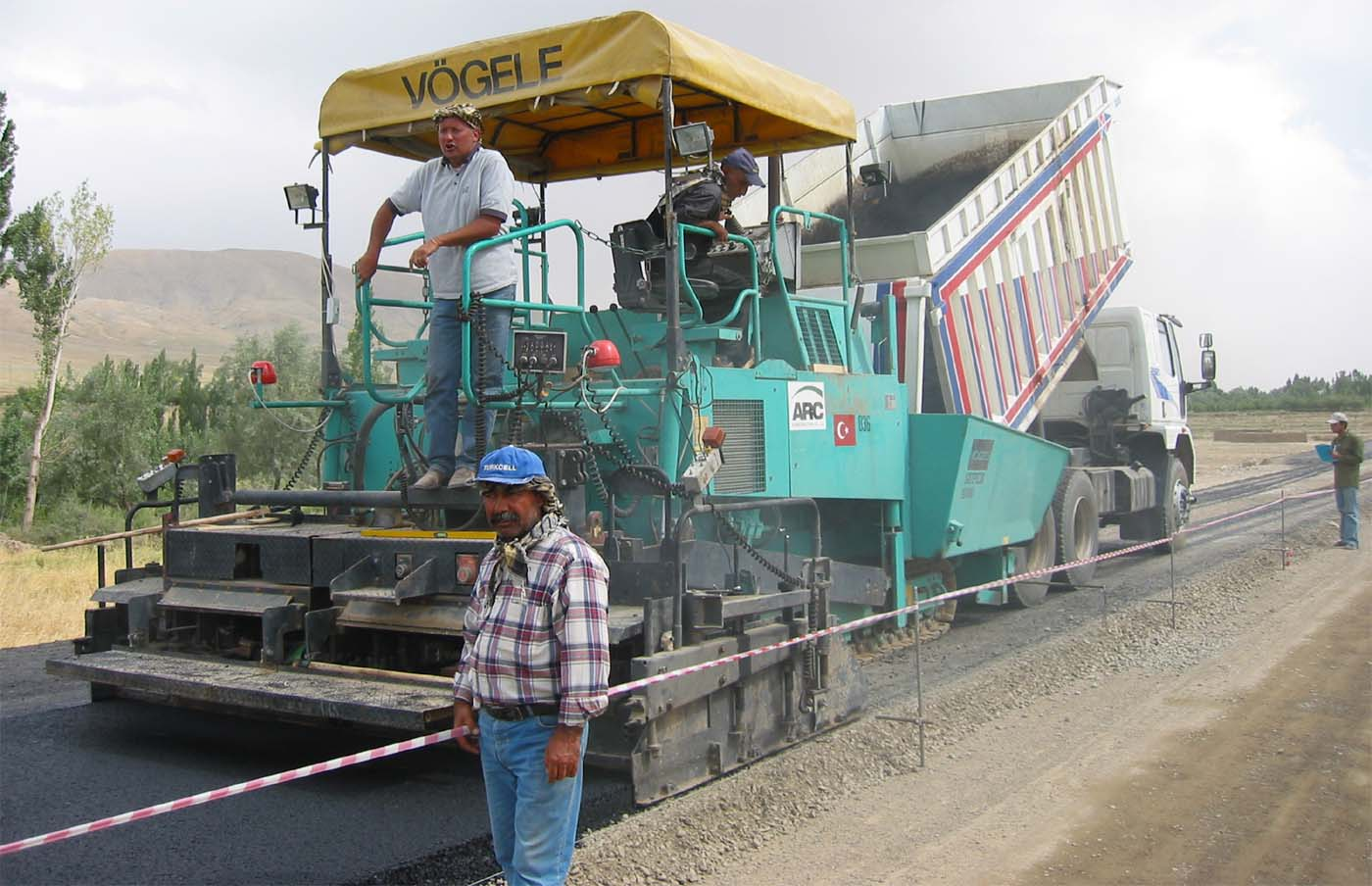
یک ماشین خواباندن آسفالت که توسط یک کامیون تغذیه می‌شود.

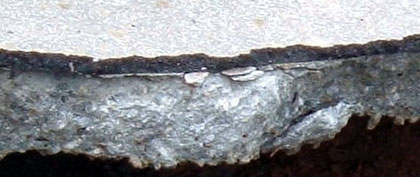
در مقطع نشان داده شده، سطح زبر و ناهموار جاده‌های بتن سیمانی قدیمی، با لایه ای نازک از بتن آسفالتی (آسفالت) صاف شده‌است، که باعث ایجاد یک روکش جاده مرکب شده‌است.

دوام زیاد، تولید یکنواخت، کنترل درجه حرارت و رطوبت مصالح و آماده شدن سریع برای عبور ترافیک، از مزایای بتن آسفالتی گرم می‌باشد که بدون هیچگونه محدودیتی در راه‌ها، خیابانها، فرودگاه‌ها، باراندازها، پایانه‌ها، و پارکینگ‌ها مورد مصرف قرار می‌گیرد.